# Veliki Mokri Lug
Veliki Mokri Lug (en serbe cyrillique : Велики Мокри Луг) est un quartier de Belgrade, la capitale de la Serbie. Il est situé dans la municipalité de Zvezdara. En 2002, il comptait 6 376 habitants.

## Localisation
Veliki Mokri Lug est le quartier le plus méridional de la municipalité de Zvezdara. Il est situé sur la droite de l'autoroute Belgrade–Niš (route européenne E75). Ses environs sont encore largement sous-urbanisés mais il forme une continuité avec plusieurs autres quartiers de la capitale serbe : Kaluđerica à l'ouest, Mali Mokri Lug au nord, Kumodraž au sud, Padina et Medaković III, par Cvetanova ćuprija.

## Géographie
Veiki Mokri Lug est situé à l'est du plateau de Kumodraž et sur deux hauteurs : le Mokroluško Brdo (234 m) à l'ouest et la Stražarska Kosa au sud. Le quartier s'est développé le long du Mokroluški potok, un affluent droit de la Sava qui coule entre ces deux collines. Le secteur est riche en sources et en puits qui donnent leur nom à de nombreuses rues, comme le puits de Petko, le puits de Miloš, le puts de Mitke, la « petite source », les eaux de Buljubaša ou la Rue du ruisseau.

## Histoire
Jusque dans les années 1970, Veliki Mokri Lug formait une localité séparée située dans les faubourgs de Belgrade. Après 1971 et à la suite de la réorganisation administrative de la capitale serbe, de nombreuses localités comme Višnjica, Mirijevo, Mali Mokri Lug, Veliki Mokri Lug, Selo Rakovica, Jajinci, Kijevo, Kneževac, Resnik, Železnik et Žarkovo ont été annexées à la ville de Belgrade intra muros (uža teritorija grada) et sont devenues de simples communauté locale (en serbe : Месна заједница et Mesna zajednica), c'est-à-dire des sous-unités administratives rattachées à une municipalité.

## Caractéristiques
Contrairement aux anciennes localités situées dans les faubourgs de Belgrade, Veliki Mokri Lug a conservé des caractéristiques rurales, notamment en raison d'une stagnation de sa population.

## Cvetanova ćuprija
Cvetanova ćuprija (serbe en écriture cyrillique : Цветанова ћупријаЦветанова ћуприја) est une rue longue de 3 km, qui relie Veliki Mokri Lug et Medaković III à un sous-quartier de Veliki Mokri Lug qui s'est développé autour de lui. Les abords de la rue se sont urbanisés au début des années 2000.

## Transport
Deux lignes d'autobus de la compagnie GSP Beograd ont Veliki Mokri Lug comme terminus : la ligne 20 (Mirijevo III - Veliki Mokri Lug) et la ligne 308 (Šumice – Veliki Mokri Lug). Des liaisons avec le centre de la capitale sont possibles à partir de Medaković III (trolleybus 29 jusqu'au Studentski trg et autobus 18 jusqu'à Zemun), ainsi que par les lignes de bus 17 (Gornji grad-Zemun et 31 (Studentski trg – Konjarnik) et par la ligne de trolleybus 19 (Studentski trg – Konjarnik).